# Martigues
Martigues település délkelet-Franciaországban, Provence-ban, a Rhône deltájában, más néven a beceneve „Provence Velencéje”.

## Fekvése
Miramastól délre, Fos-sur-Mertől délkeletre fekvő település.

## Éghajlata
Éghajlata mediterrán, nagyfokú kitettséggel a misztrál szélnek. A tél meglehetősen enyhe és száraz, meleg nyarakkal. A csapadék az év folyamán aránytalanul oszlik meg, általában tavaszi és őszi esők formájában.

## Története

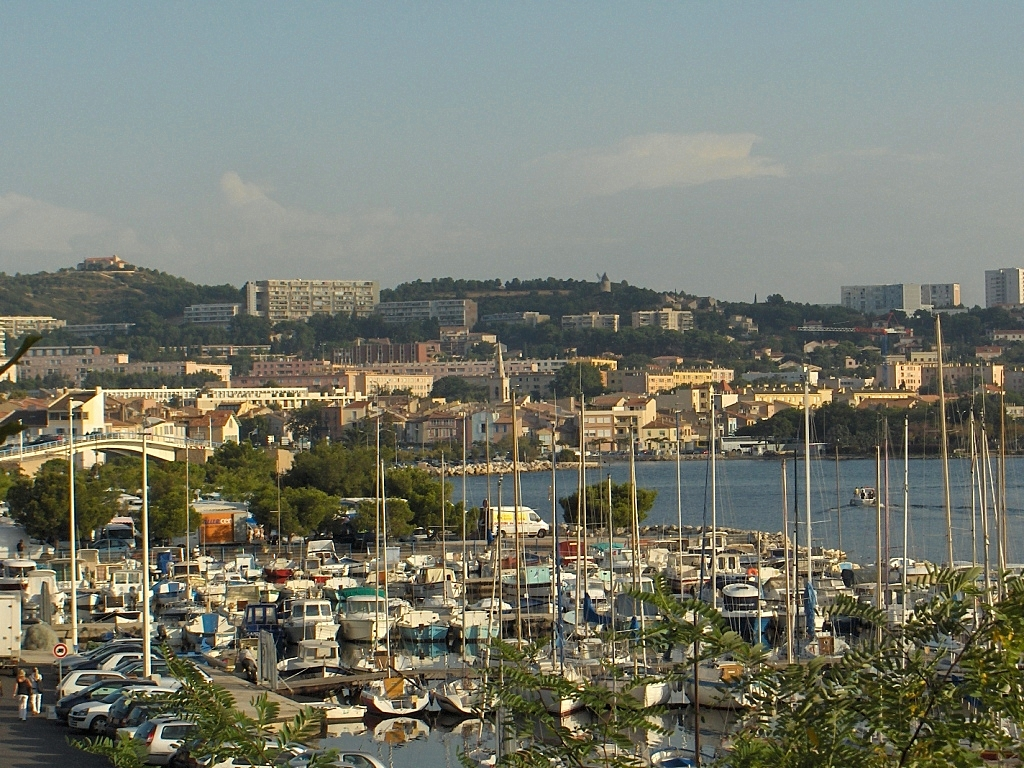
Martigues látképe a tenger felől

Martigues területe már a neolitikus időkben otthont adott az emberi közösségeknek, amint azt az itt, az autópálya déli részén, a jelenlegi viadukt közelében végzett ásatásokon feltárt néhány kőeszköz is bizonyítja. Ez az emberi megtelepedés folytonosnak mondható a későbbi időszakokban is.
A jelenlegi Martigues régió területén élő egykori nép kelta-ligur eredetű volt, melynek nyomai Bouches-du-Rhône-tól nyugatra találhatók Crau-ig, városias jellegű apró településekkel, majd a területet a rómaiak vették birtokba. A város területén a római kor idején Maritima (ősi agglomeráció Martigues) állt.
1224 körül Arles érseke, Raimond irányítása alá került a város. Ebben az időszakban, majd az egész középkor folyamán virágzó kereskedelem folyt itt.
Fokozatosan alakultak ki a városrészek a Berrei- és a Caronte-tó közötti területen, mely területen a középkor folyamán három városrész alakult ki: a Martigues falu a sziget közepén, az északi parton Ferrière és a déli parton Jonquières; és az egész fallal volt körülvéve, melynek nyomai itt-ott még ma is láthatók.

## Itt születtek, itt éltek
- Gerard Thom (Frère Gérard) – a Máltai lovagrend alapítója
- Etienne Auteman/Authement – ügyvéd
- Étienne Richaud (1841–1889)
- Charles Maurras (1868-1952) – költő
- Nadjim Abdou, Ali Ahamada, Maurice Dale, Rod Fanni, Foued Kadir,  André-Pierre Gignac, Amor Kehiha – futballisták
- Imany - énekes

## Galéria

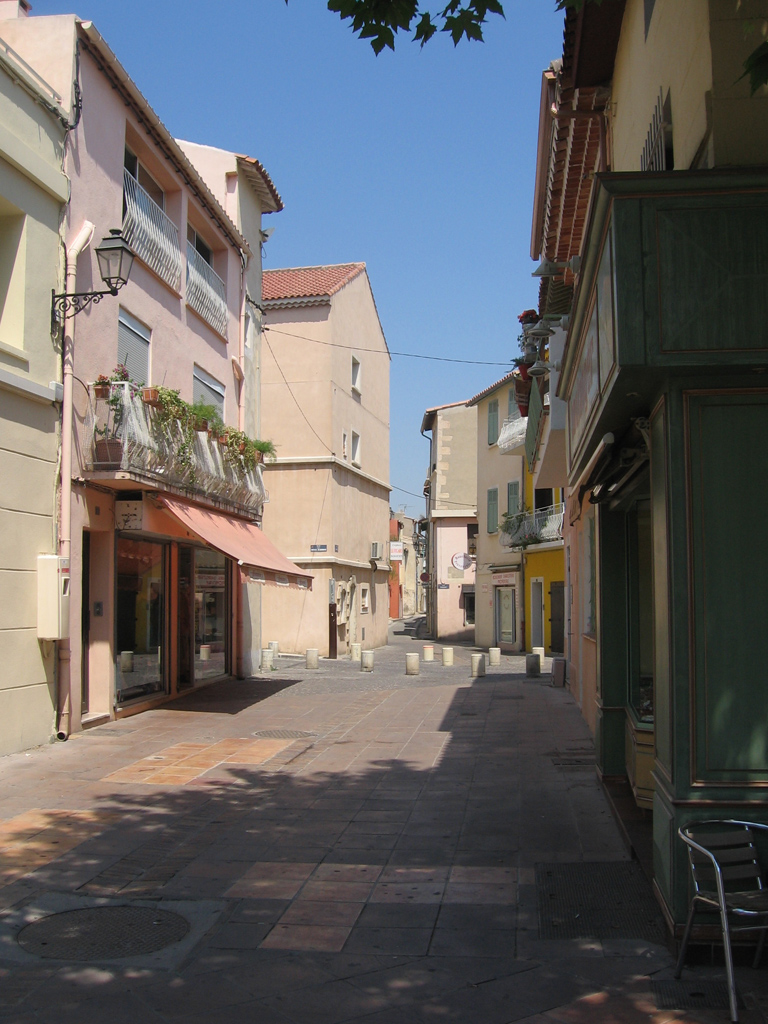
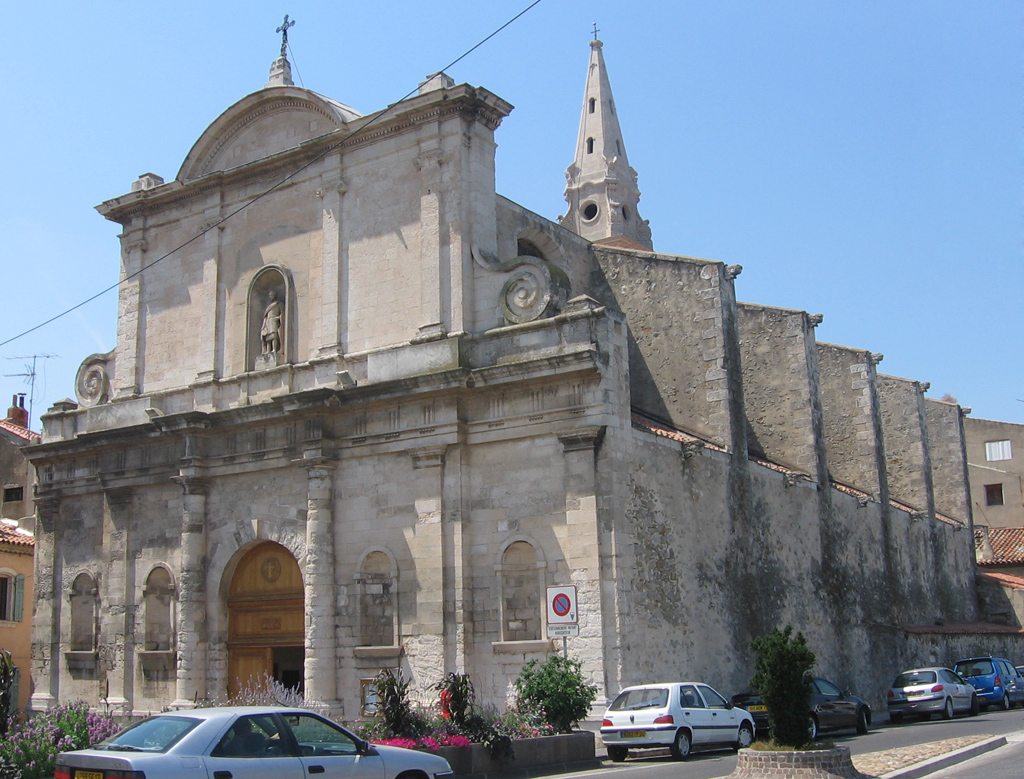
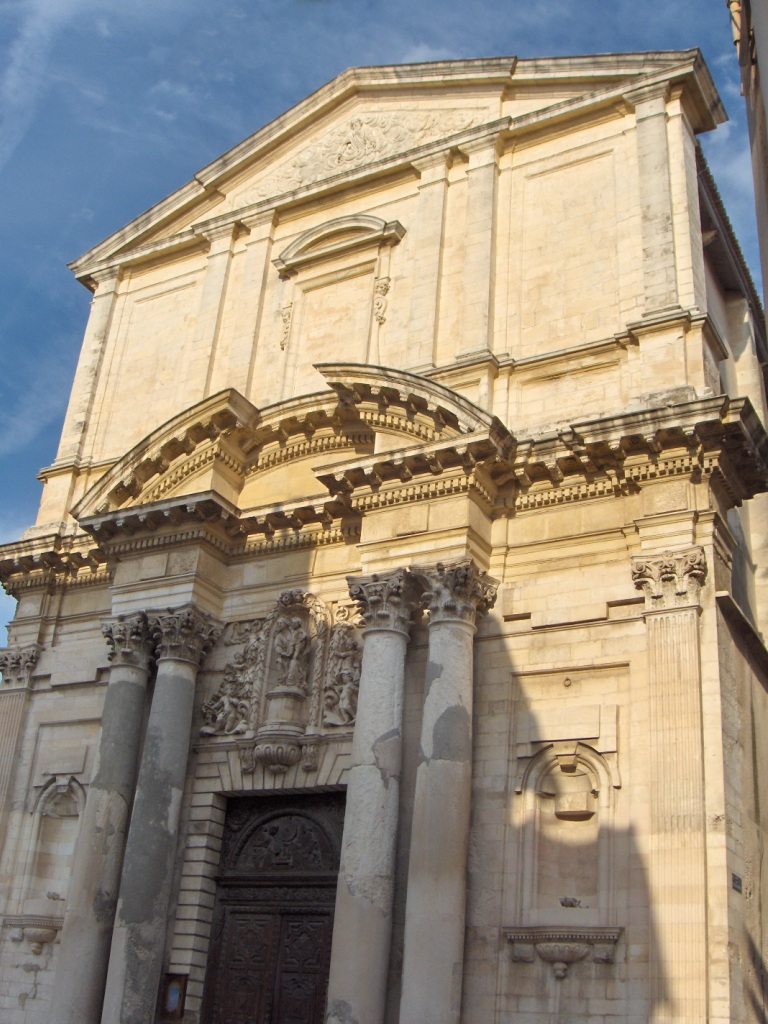
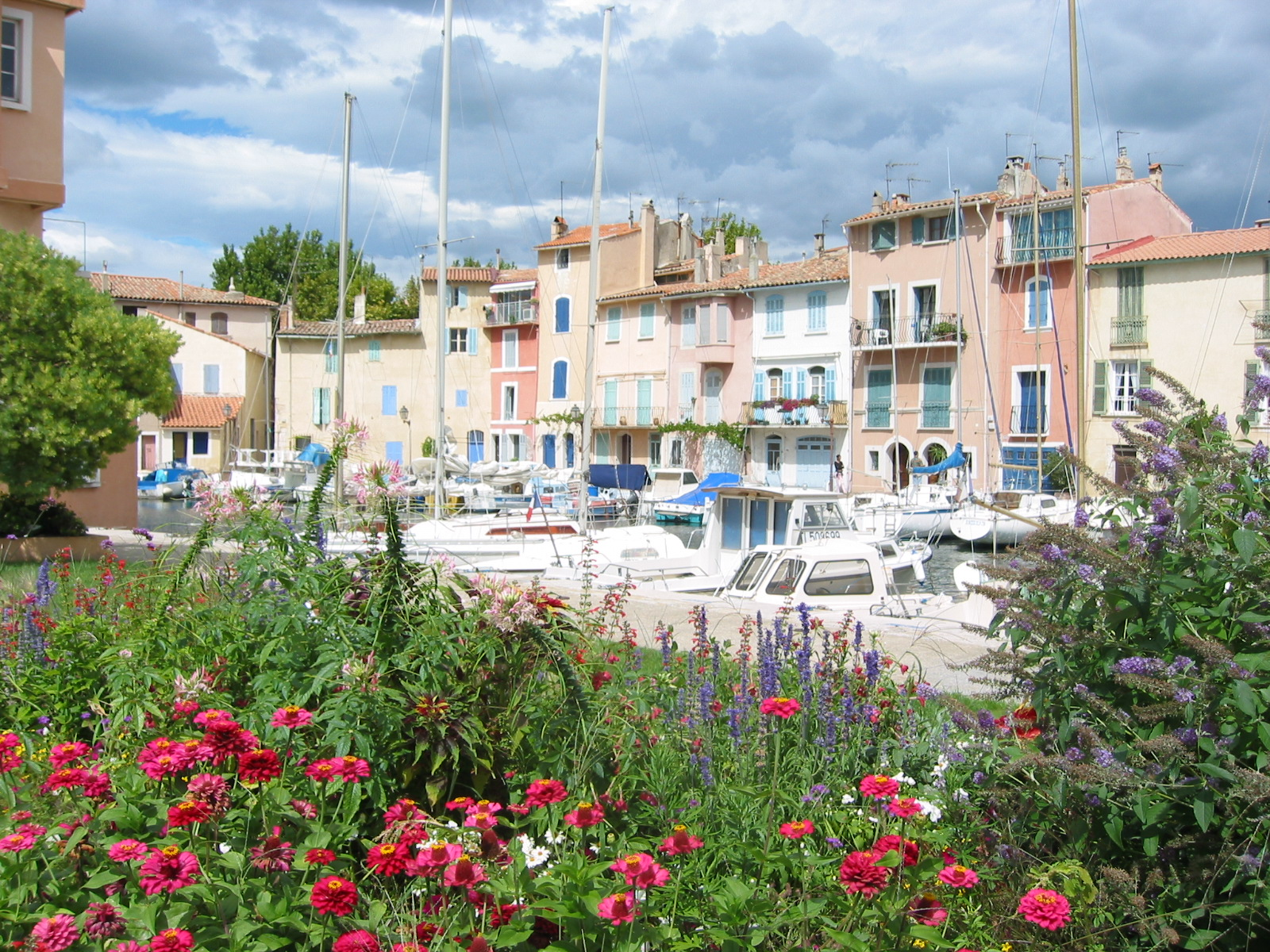
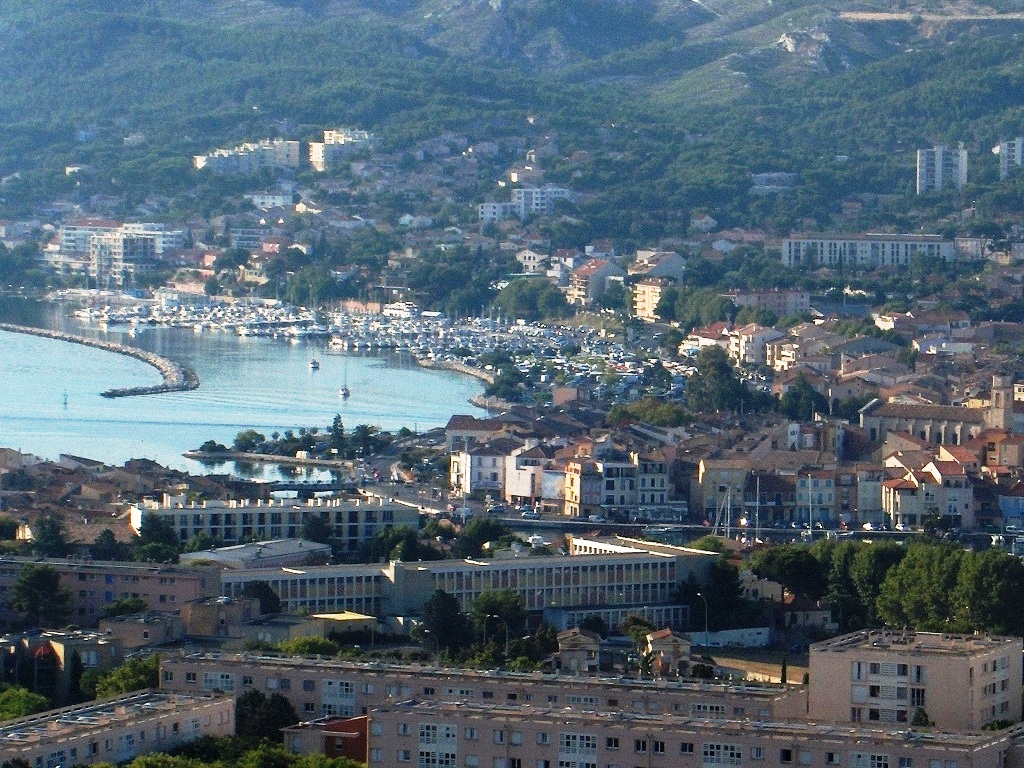
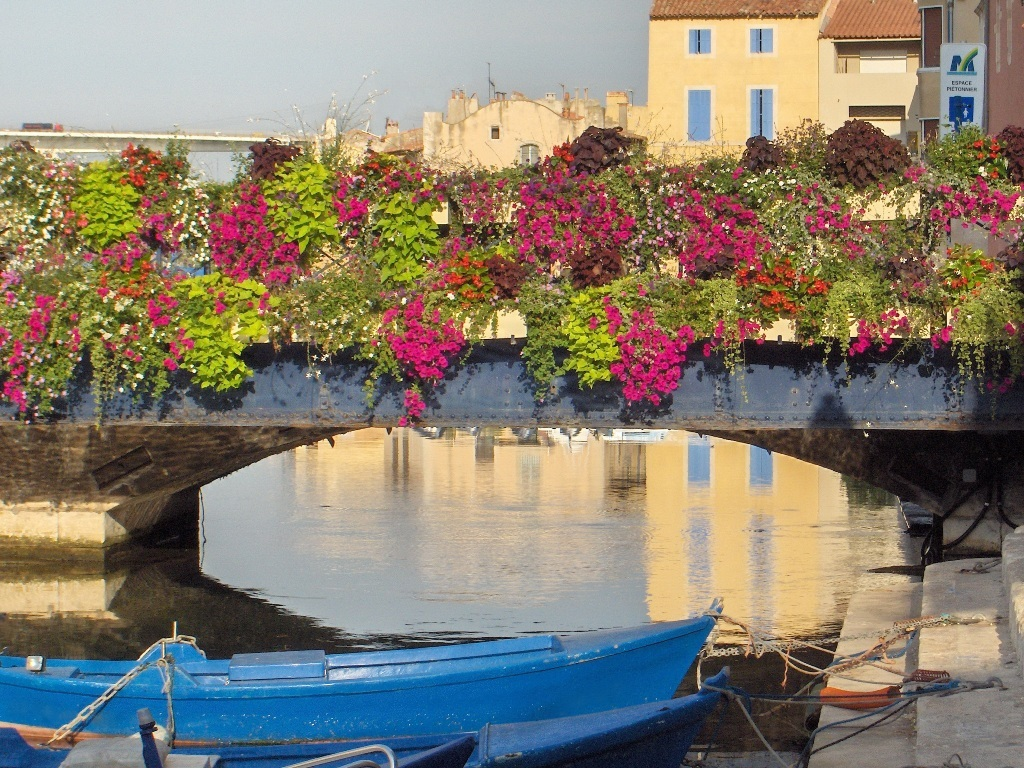
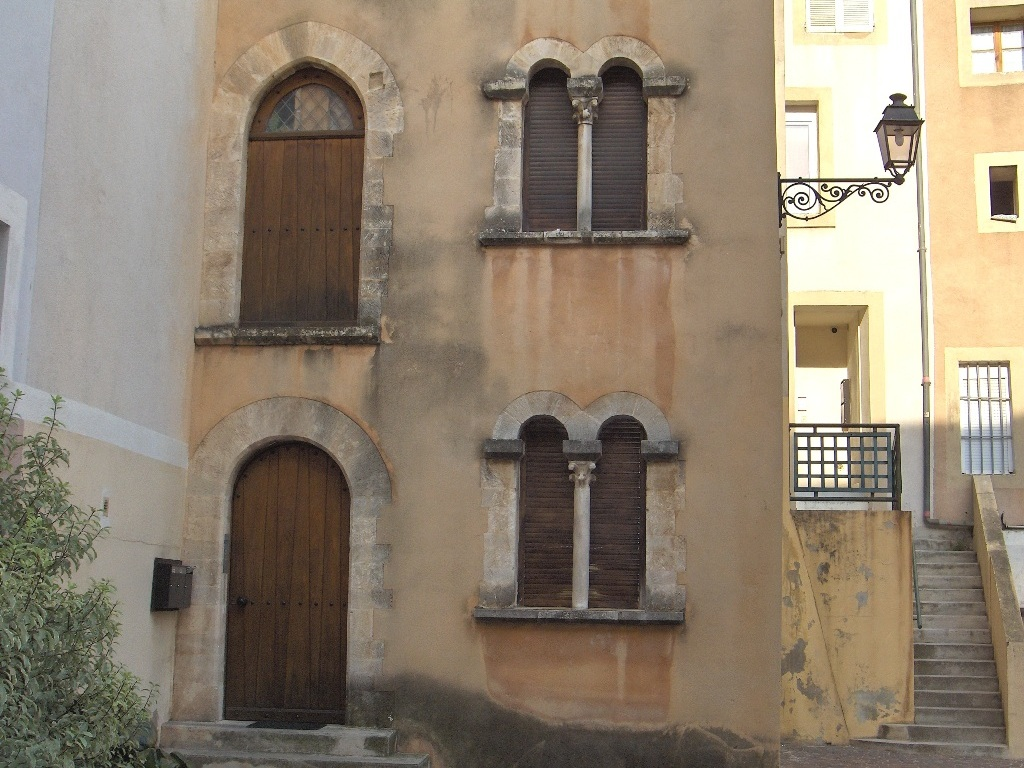
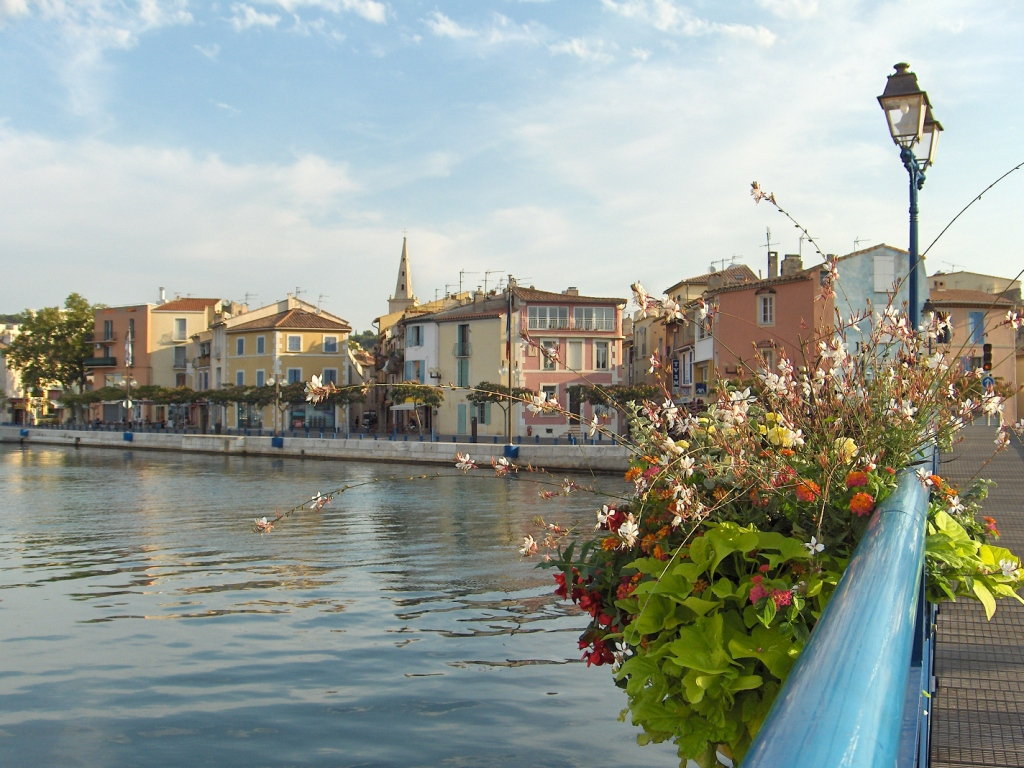
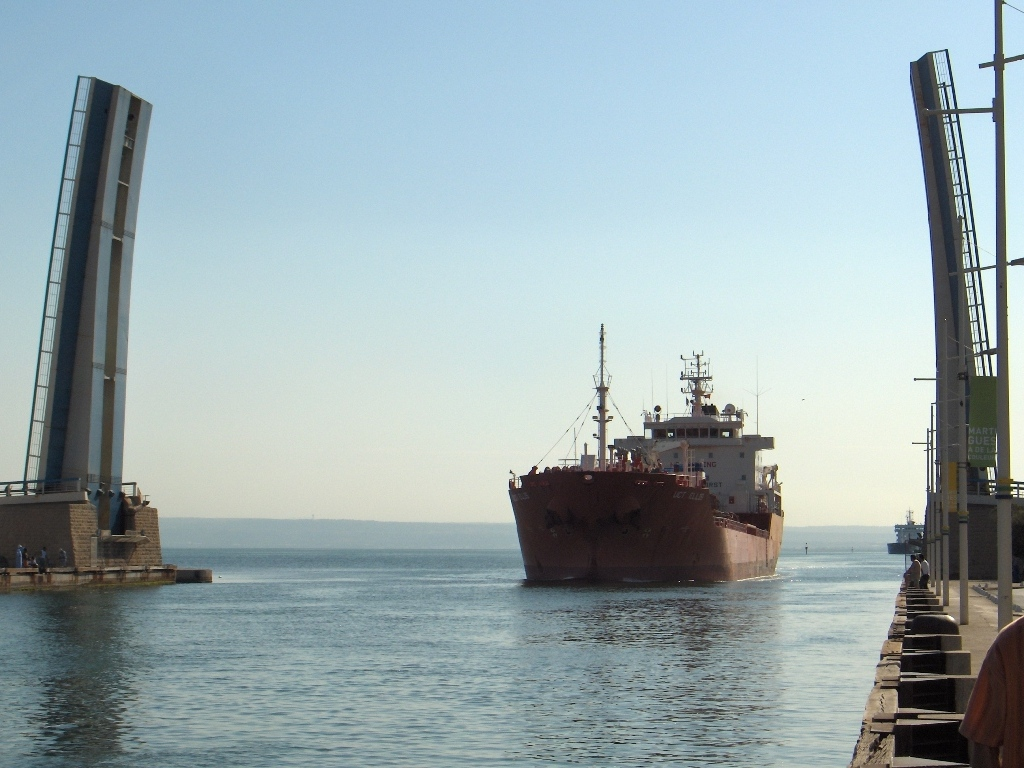
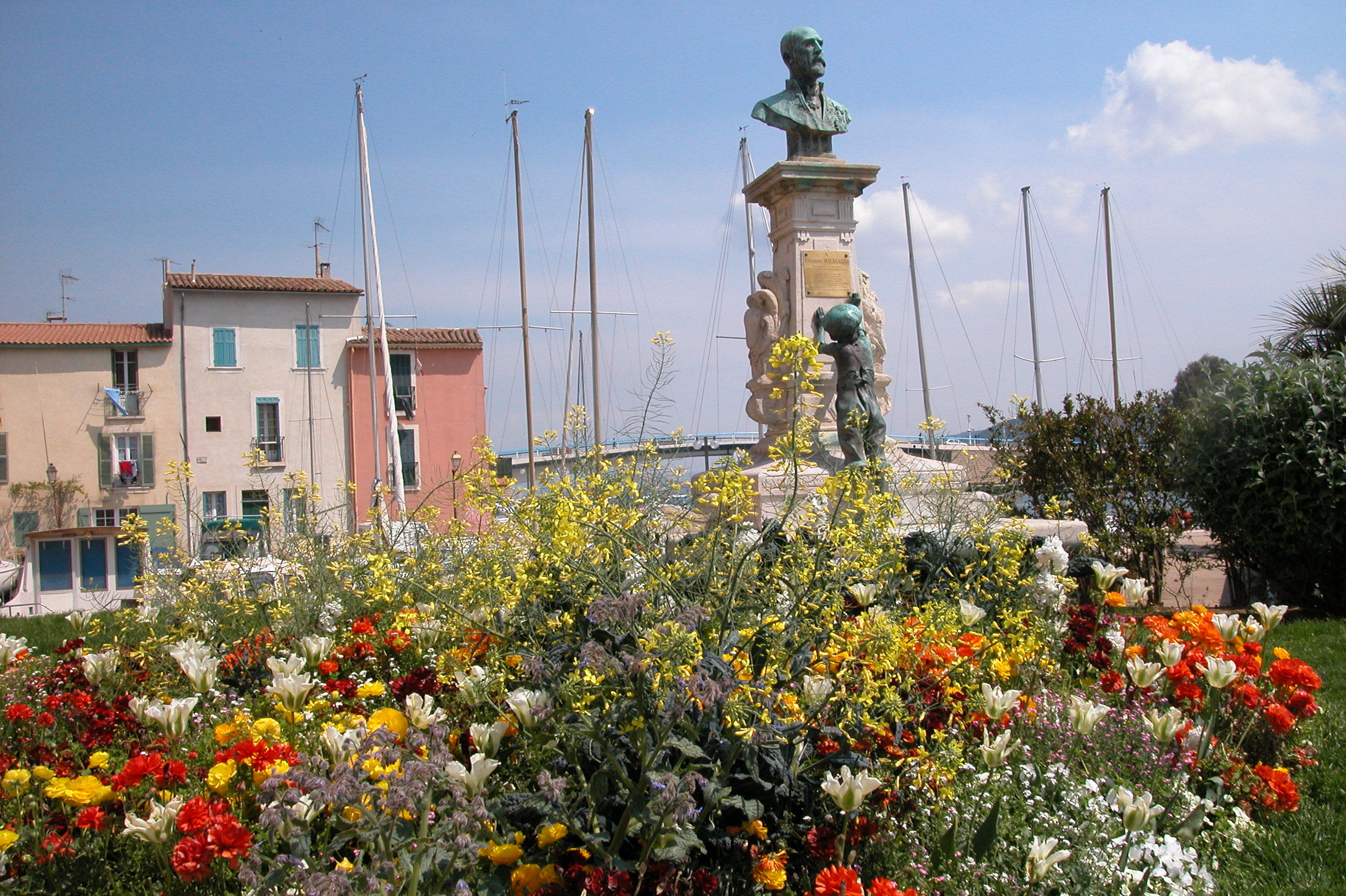
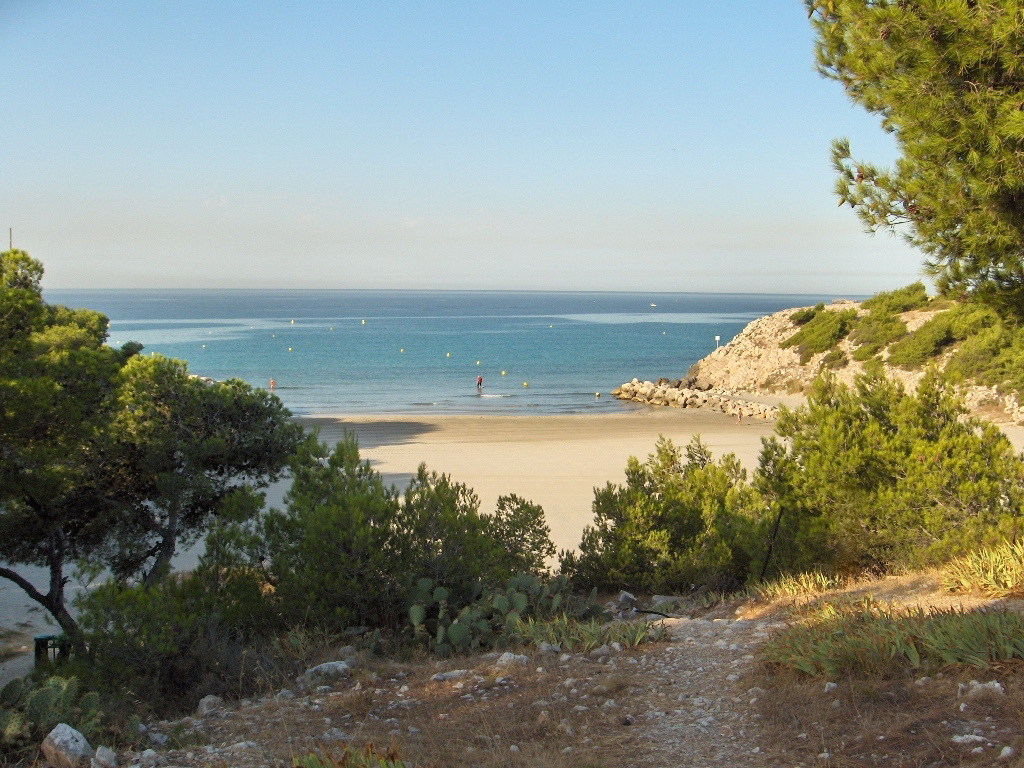
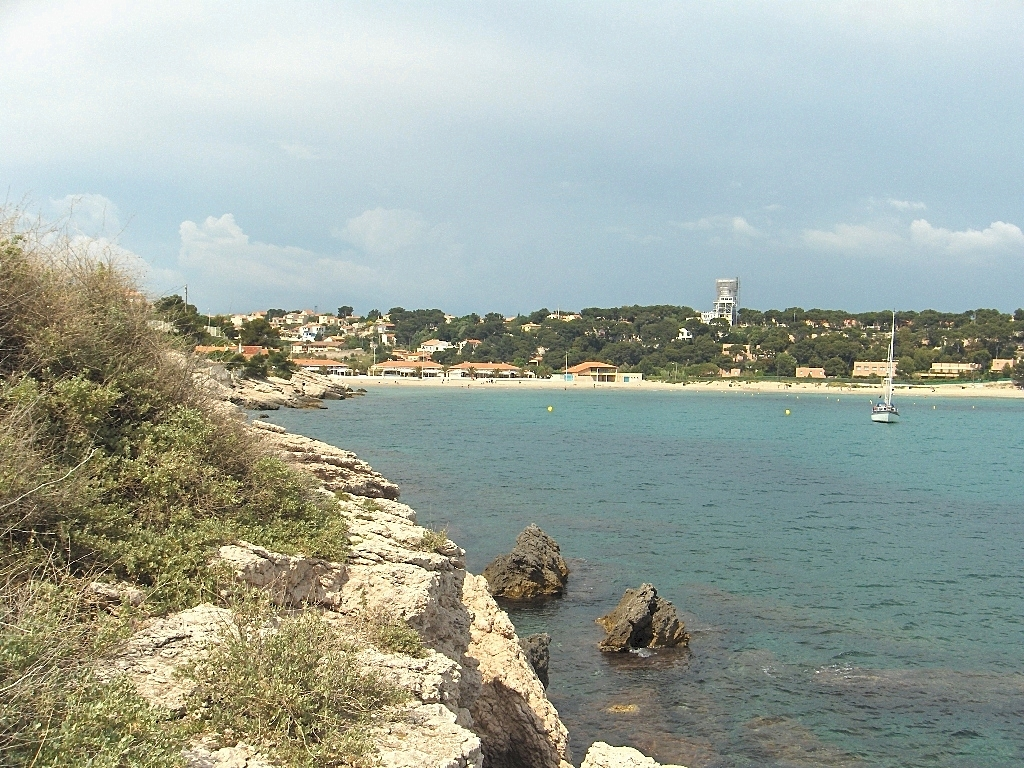
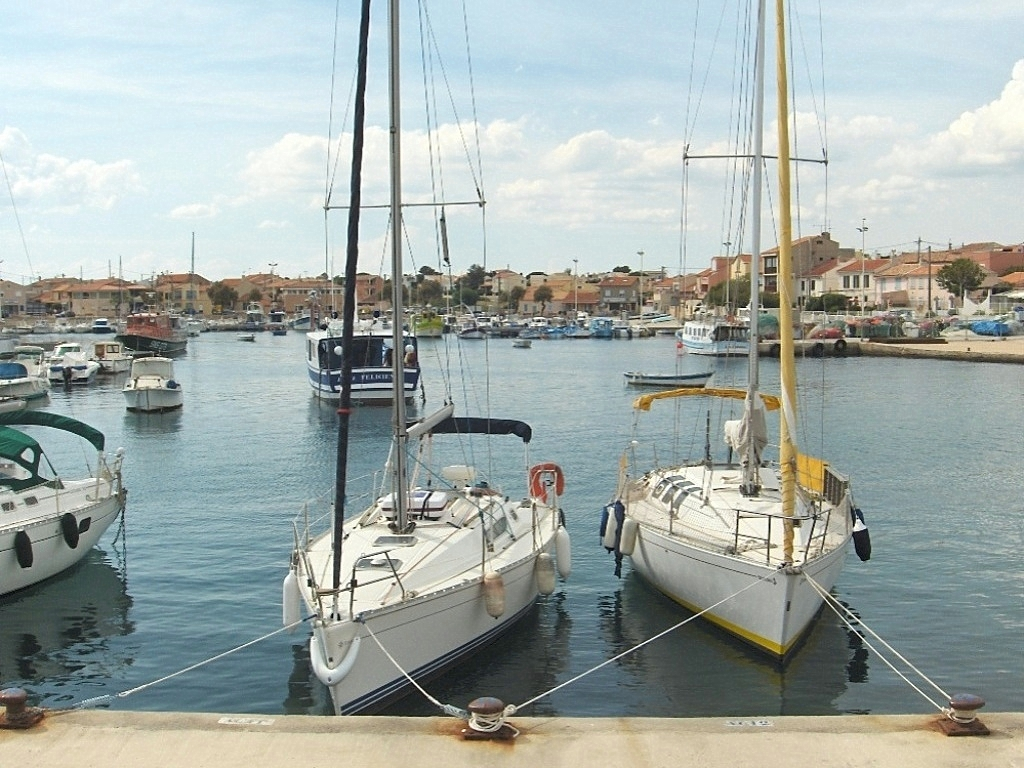
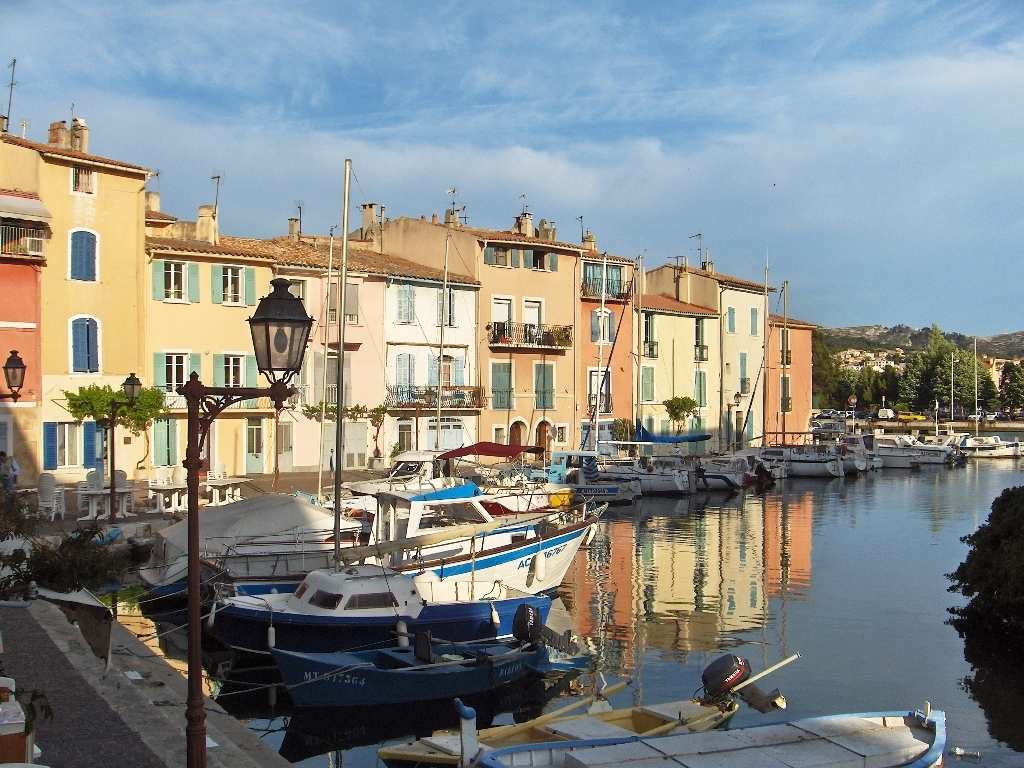
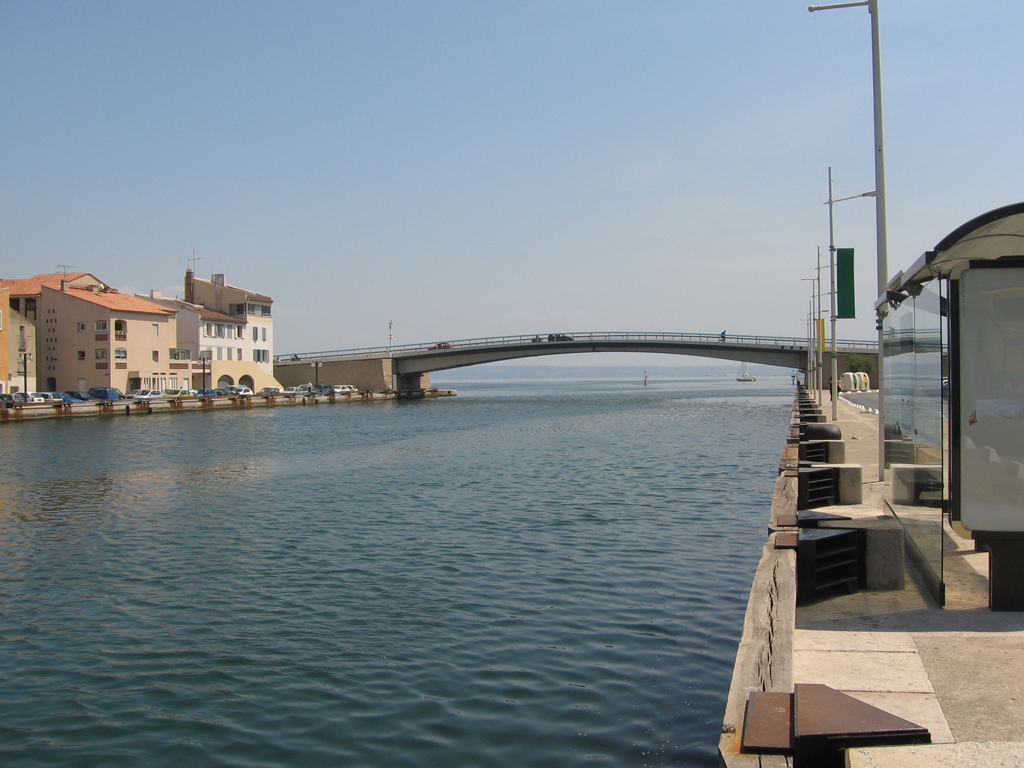
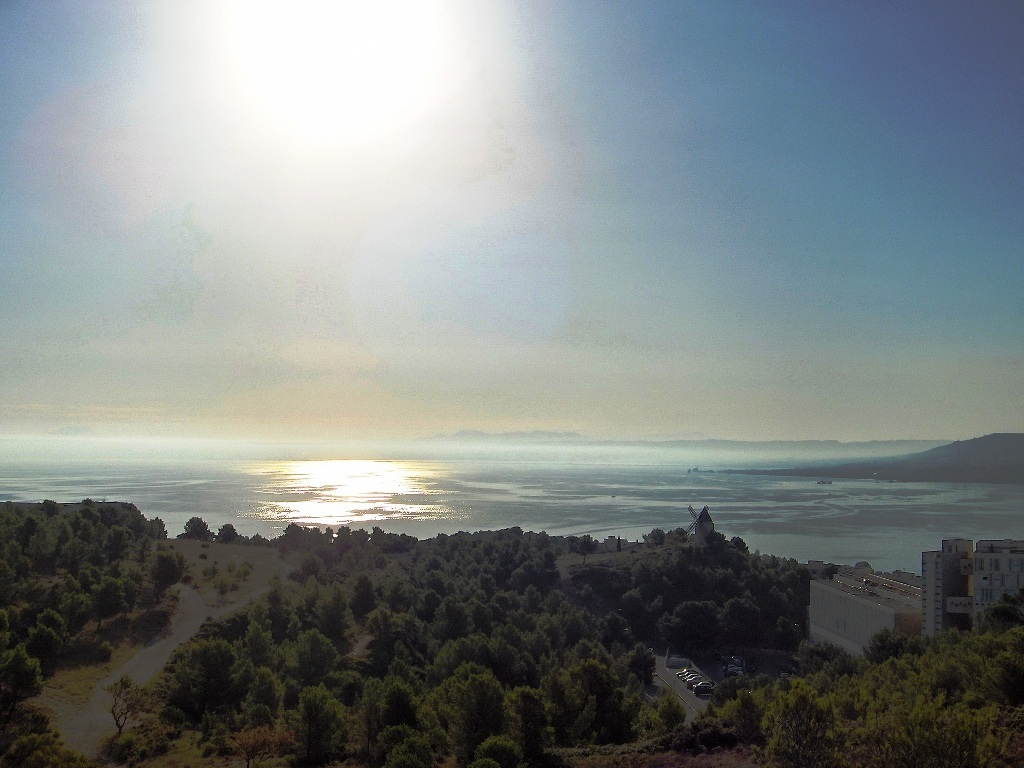